# Kålgrunden
Kålgrunden är en ö i Finland.   Den ligger i kommunen Kimitoön i landskapet Egentliga Finland, i den södra delen av landet, 130 km väster om huvudstaden Helsingfors.